# Globus d'Or del 2010
La 67a cerimònia dels Premis Globus d'Or va tenir lloc a Los Angeles el 17 de gener de 2010. Les candidatures havien estat anunciades el 15 de desembre de 2009. Va ser presentat per Ricky Gervais.

## Nominacions i guanyadors
Els guanyadors en negreta.

### Premi Cecil B. DeMille
Martin Scorsese

### Cinema
| Millor pel·lícula | Millor pel·lícula |
| Drama | Musical o Comèdia |
| --- | --- |
| - Avatar - En terra hostil - Maleïts malparits - Precious - Up in the Air | - The Hangover - (500) Days of Summer - It's Complicated - Julie i Julia - Nine |
| Millor interpretació - Drama | |
| Actor | Actriu |
| - Jeff Bridges - Crazy Heart - George Clooney - Up in the Air - Colin Firth - A Single Man - Morgan Freeman - Invictus - Tobey Maguire - Brothers                                | - Sandra Bullock - The Blind Side - Emily Blunt - The Young Victoria - Helen Mirren - L'última estació - Carey Mulligan - Una educació - Gabourey Sidibe - Precious                                   |
| Millor interpretació - Musical o Comèdia | |
| Actor | Actriu |
| - Robert Downey Jr. - Sherlock Holmes - Matt Damon - The Informant! - Daniel Day-Lewis - Nine - Joseph Gordon-Levitt - (500) Days of Summer - Michael Stuhlbarg - Un home seriós | - Meryl Streep - Julie i Julia - Sandra Bullock - The Proposal - Marion Cotillard - Nine - Julia Roberts - Duplicity - Meryl Streep - It's Complicated                                                |
| Millor interpretació secundari | |
| Actor | Actriu |
| - Christoph Waltz - Maleïts malparits - Matt Damon - Invictus - Woody Harrelson - The Messenger - Christopher Plummer - L'última estació - Stanley Tucci - The Lovely Bones      | - Mo'Nique - Precious - Penélope Cruz - Nine - Vera Farmiga - Up in the Air - Anna Kendrick - Up in the Air - Julianne Moore - A Single Man                                                           |
| Millor director | Millor guió |
| - James Cameron - Avatar - Kathryn Bigelow - En terra hostil - Clint Eastwood - Invictus - Jason Reitman - Up in the Air - Quentin Tarantino - Maleïts malparits                 | - Jason Reitman, Sheldon Turner - Up in the Air - Neill Blomkamp, Terri Tatchell - District 9 - Mark Boal - En terra hostil - Nancy Meyers - It's Complicated - Quentin Tarantino - Maleïts malparits |
| Millor banda sonora original | Millor cançó original |
| - Michael Giacchino - Up - Marvin Hamlish - The Informant! - James Horner - Avatar - Abel Korzeniowski - A Single Man - Karen O, Carter Burwell - Where the Wild Things Are      | - The Weary Kind - Crazy Heart - Cinema Italiano - Nine - (I Want To) Come Home - Everybody's Fine - I See You - Avatar - Winter - Brothers                                                           |
| Millor pel·lícula d'animació | Millor pel·lícula de parla no anglesa |
| - Up - Pluja de mandonguilles - Coraline - Fantastic Mr. Fox - The Princess and the Frog                                                                                         | - Das weiße Band • Alemanya - Baarìa - La porta del vento • Itàlia - Los abrazos rotos • Espanya - The Maid • Xile - Un profeta • França                                                              |